# Martin Retov
Martin Retov (* 5. Mai 1980 in Rødovre) ist ein ehemaliger dänischer Fußballspieler.
Er spielte während seiner aktiven Karriere in seiner Heimat von 1999 bis 2002 bei Køge BK und danach bis 2008 bei Brøndby IF. Mit zweiterem gewann Retov 2005 das Double aus Meisterschaft und Pokal, 2008 folgte der zweite Pokalsieg. Danach stand er zwei Jahre in Deutschland beim Zweitligisten Hansa Rostock unter Vertrag. Seine Karriere ließ Martin Retov in Dänemark ausklingen, als er fünf Jahre für den AC Horsens auflief. Während seiner Karriere absolvierte er sechs Spiele für die dänische Nationalelf.

## Karriere

### Anfänge in Køge
Der in der zur Region Hovedstaden gehörenden Kommune Rødovre geborene Offensivspieler Retov begann seine fußballerische Laufbahn in den Jugendmannschaften des Rishøj IF, über die er in die Jugendabteilung des Køge BK gelangte. 1999 rückte Retov in den Erwachsenenbereich des dänischen Zweitligisten auf und kam bei diesem zu seinen ersten Einsätzen im Profibereich. Für Køge absolvierte Retov 88 Einsätze in der zweiten dänischen Liga, womit er auch erheblichen Anteil am Aufstieg Køges in die erstklassige Superliga nach der Saison 2001/02 hatte.
Durch seine Leistungen in der zweiten Liga hatte sich Retov 2001 auch für drei Einsätze im Dress der dänischen U-21-Auswahl empfohlen, bei denen er jeweils eingewechselt wurde. Nach nur einem Einsatz in Dänemarks höchster Spielklasse in der Saison 2002/03 kam Retov jedoch aufgrund einer Verletzung zu keinem weiteren Einsatz für Køge. Stattdessen wurde er im Spätsommer 2002 vom amtierenden dänischen Meister Brøndby IF verpflichtet, so dass er trotz des umgehenden Wiederabstiegs Køges während der Saison auch in den folgenden Jahren in Dänemarks höchster Spielklasse auflief.

### Retov bei Brøndby
Mit Brøndby belegte Retov in seinen ersten beiden Saisonen 2002/03 und 2003/04 jeweils den zweiten Platz der Abschlusstabelle und konnte sich durch seine Leistung für sein Debüt in der Nationalmannschaft Dänemarks empfehlen, welches er am 28. April 2004 gegen Schottland bestritt. Im Dänischen Pokal spielte Retov mit Brøndby zunächst mit mehr Erfolg als in der Liga, so dass er mit den gelb-blauen 2002/03 und erneut 2004/05 den Titel gewinnen konnte. In der Saison 2004/05 erreichte Retov mit Brøndby zugleich die nationale Meisterschaft und somit das Double aus Meisterschafts- und Pokaltitel.
In der Folgesaison 2005/06 erreichte Brøndby erneut nur die Vize-Meisterschaft, ein Jahr später beendete der Verein die Saison 2006/07 sogar auf dem sechsten Tabellenplatz, so dass erstmals seit mehreren Jahren die Qualifikation für einen internationalen Wettbewerb verpasst wurde. In der Royal League 2006/07 allerdings siegte Retov mit Brøndby im rein dänischen Finale gegen den FC Kopenhagen.
Die Saison 2007/08 verlief daraufhin erneut zu Brøndbys Ungunsten, so dass der Verein schließlich den achten Platz der Abschlusstabelle belegte. Gleichzeitig erreichte Brøndby aber als Pokalsieger 2007/08 – Retov erzielte in der 85. Minute den 3:2-Siegtreffer – die Qualifikation zum UEFA-Pokal. Am 29. Mai beziehungsweise am 1. Juni 2008 absolvierte Retov zudem gegen die Niederlande beziehungsweise Polen seinen zweiten und dritten Einsatz im Dress der Nationalmannschaft.

### Wechsel ins Ausland
Zur Saison 2008/09 wechselte Retov zunächst mit einer Vertragslaufzeit bis 2011 zum deutschen Bundesliga-Absteiger F.C. Hansa Rostock in die 2. Bundesliga. Rostock zahlte eine festgeschriebene Ablösesumme, die nach Medienberichten rund eine Million Euro betrug, wovon 850.000 Euro durch den Unternehmer Carsten Maschmeyer getragen wurden, der diese Gelder später gerichtlich zurückforderte.
Nach Kim Madsen, David Rasmussen und Thomas Rasmussen ist Retov damit der vierte Däne, der in der Vereinsgeschichte des F.C. Hansa zu den Ostseestädtern wechselte. Nach seinem Debüt im DFB-Pokal 2008/09 am 8. August sowie in der 2. Bundesliga am 18. August absolvierte Retov am 20. August gegen Spanien seinen vierten Freundschaftsspiel-Einsatz für die Nationalmannschaft Dänemarks, bevor er am 6. September 2008 gegen Ungarn auch in der Qualifikation zur Weltmeisterschaft 2010 auflief.
Mitte Oktober 2008 übernahm Retov das Amt des Mannschaftskapitäns beim F.C. Hansa, nachdem zuvor Gledson diesen Posten für nur wenige Monate bekleidet hatte. Den zunächst angestrebten Wiederaufstieg drohte Hansa jedoch schon früh zu verfehlen, weshalb Trainer Frank Pagelsdorf durch Dieter Eilts ersetzt wurde, unter dem Rostock dann sogar in Abstiegsgefahr geriet und erst infolge des erneuten Trainerwechsels zu Andreas Zachhuber die Klasse halten konnte, wozu Retov mit zwei Toren in 31 Einsätzen beitrug. In der Folgesaison 2009/10 kam Retov auch aufgrund einer Sperre über sieben Spiele zum Saisonende, die er nach einer Tätlichkeit im Spiel gegen St. Pauli erhalten hatte, lediglich zu 24 Einsätzen für die Hanseaten, die in dieser Spielzeit den Abstieg in die 3. Liga nicht mehr verhindern konnten. Retovs Vertrag in Rostock verlor damit seine Gültigkeit.
Für die Weltmeisterschaft 2010 wurde Retov nicht nominiert.

### Rückkehr nach Dänemark
In der Folge kehrte Martin Retov nach Dänemark zurück und schloss sich dem Erstligisten AC Horsens an. Dort wurde er Stammspieler und kam in seinem ersten Jahr in Horsens in allen 33 Saisonspielen zum Einsatz, wobei er überwiegend als zentraler Mittelfeldspieler eingesetzt wurde. Auch in den folgenden Jahren war Retov Stammspieler, in der Saison 2011/12 qualifizierte er sich mit dem AC Horsens für die Play-offs zur UEFA Europa League, eine Saison später folgte allerdings der Abstieg aus der Superligæn. Er blieb allerdings beim Verein aus der Stadt an der jütischen Ostküste und führte die Mannschaft als Kapitän – er trug die Binde seit 2012 – durch die Zweitligasaison, in der er abwechselnd als defensiver und als zentraler Mittelfeldspieler eingesetzt wurde, allerdings wurde der Wiederaufstieg verpasst. Die Saison 2014/15 war die letzte Saison von Martin Retov beim AC Horsens, hier gehörte er allerdings nicht mehr zur Stammformation und kam lediglich zu 18 Einsätzen. Im Juli 2015 löste er seinen Vertrag auf und beendete einen Monat später seine aktive Karriere.